# Thelaira luteiventris
Thelaira luteiventris är en tvåvingeart som beskrevs av Fritz Isidore van Emden 1960. Thelaira luteiventris ingår i släktet Thelaira och familjen parasitflugor. Inga underarter finns listade i Catalogue of Life.